# マカオ紅十字会

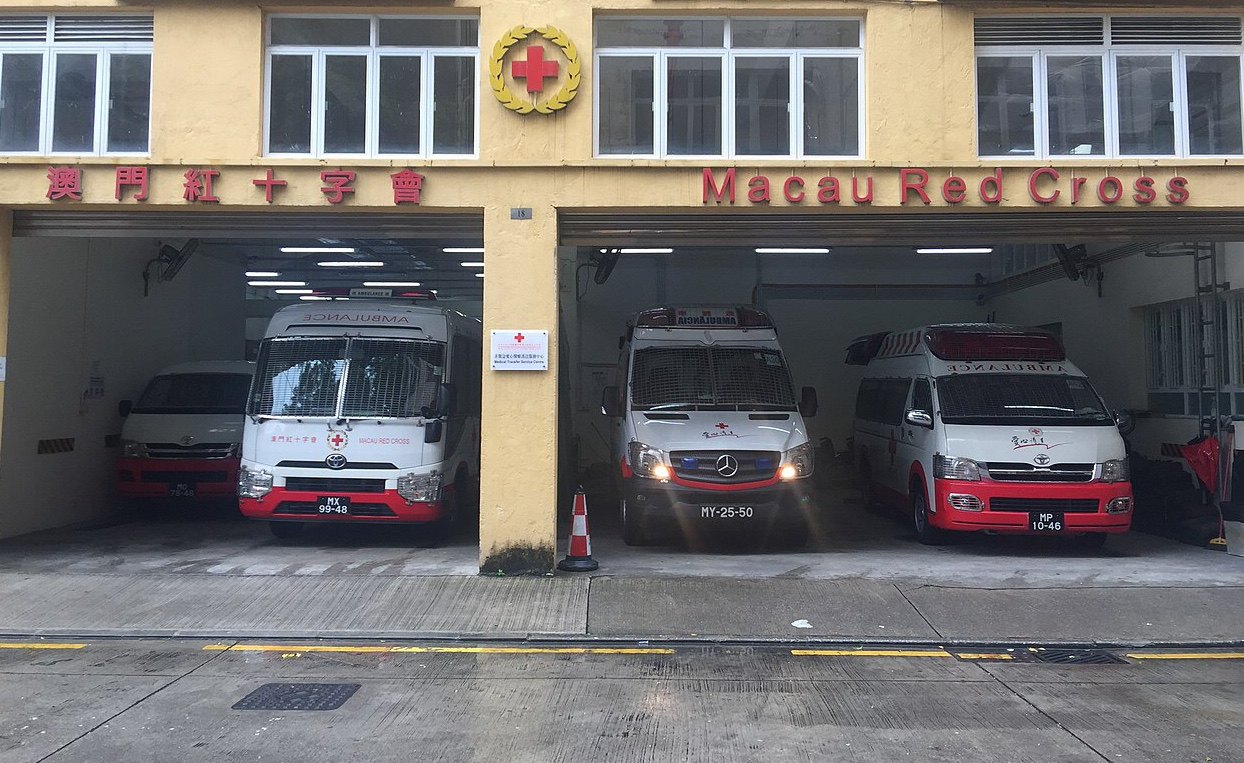
マカオ紅十字会のビルと車両

マカオ赤十字会（マカオせきじゅうじかい、中国語（繁体字）：澳門紅十字會、ポルトガル語：Cruz Vermelha Macau）とは、マカオの人道支援組織の一つ。国際赤十字赤新月社連盟の一員として事業を行っている。

## 概要
1920年に設立された。ポルトガル赤十字社の一部として発足し、1987年からマカオ独自の組織となった。
1990年にはポルトガルの慈善団体の協力「夕日別荘」という医療施設を開設。
現在では、災害救援、病院運営のほか、救急医療の教育施設も設置している。
1999年、中国紅十字会の支部となった。
2018年にはオーストラリアの自然災害に応援出動した。

## 関連事項
- 赤十字社
- 香港紅十字会
- 国際赤十字赤新月社連盟
- 赤十字国際委員会
- 国際赤十字赤新月組織一覧